# 狼煙

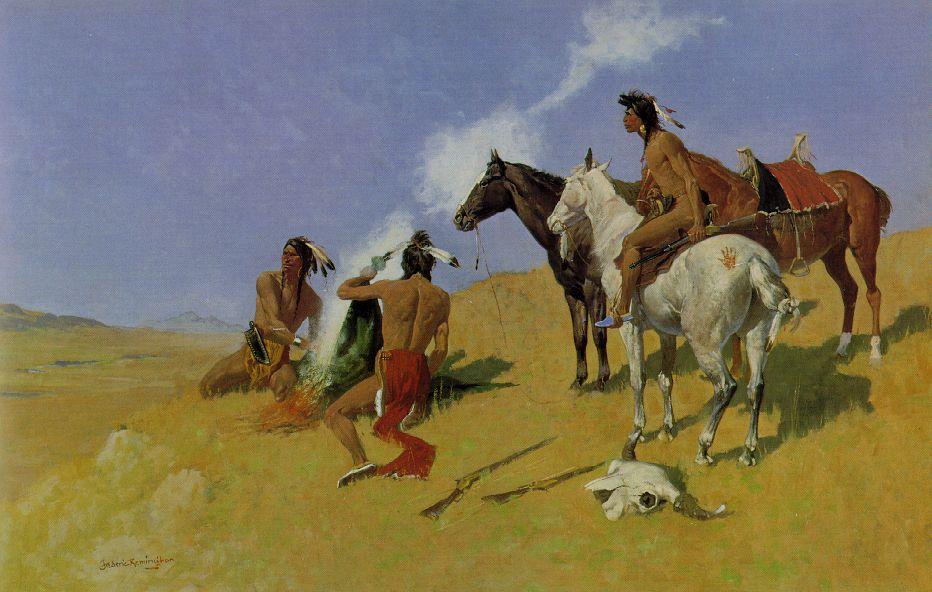
インディアンの狼煙

狼煙（のろし）とは、物を焼くことで煙を上げ、それを離れたところから確認することによって、情報を伝達する手段である。夜間など煙が見えない場合は、火そのものも使われる。烽火、狼火（ろうか）、狼燧（ろうすい）とも言う。

## 概要
特長としては、人や馬が手紙を運ぶよりも遠距離を高速に情報伝達できる、リレーによって距離も延ばすことができるなどである。欠点としては、天候に影響される、基本的に煙の有無だけなので、伝えられる情報量が少ないなどが挙げられる。また、燃やす物によって、煙の色を変えられるため、煙の色の組み合わせや燃やす順序次第で、複数の意図を伝えられる場合もある。
古くから敵の攻撃を知らせることなど、戦絡みの合図用に使われた。狼煙を上げるために、特に作られた施設を狼煙台といい、中国の万里の長城などにそれらしい遺構が残っている。唐の段成式撰の『酉陽雑俎』に「狼糞煙直上，烽火用之」（狼の糞の煙を直上させ、烽火に用いた）と記され、「狼煙四起」の成語がある。 18世紀末になると、遠方の信号機が示す文字コードを、望遠鏡を通して読み取る"optical telegraphy"（日本語の定訳はないが、強いて意味をとれば「光学伝信」）が登場し、さらに、19世紀中葉以降、電気的な通信手段が発達することで、実用で使われることはほとんどなくなった。
日本では、8世紀初めに成立した『日本書紀』や『肥前国風土記』に「烽（トブヒ）」として記述が見られる。燃やす物は決められており、ヨモギやワラなどを穴に入れ、その中で燃やしたものと考えられている（狼煙用の穴とみられる遺構も確認されている）。そのため、中国式の台上で物を燃やす狼煙とは形式が異なるものだったとみられている（大陸と違い、動物の糞を用いていない点もあげられる）。

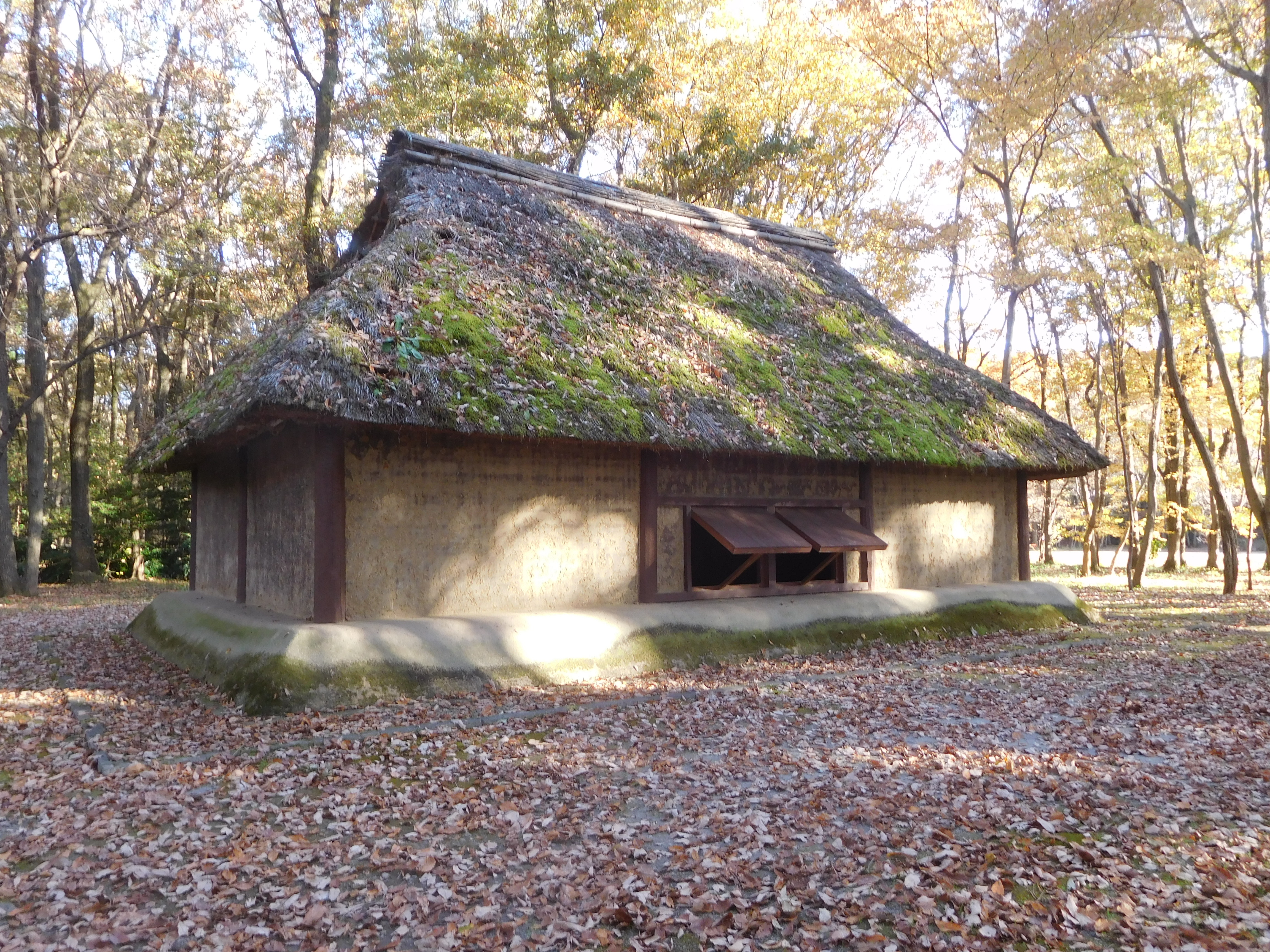
「烽家」の土器片が出土した地点に復元された竪穴式建物
狼煙番の詰所だったと考えられている。

栃木県宇都宮市所在の飛山城跡から出土した9世紀中頃の土器片（須恵器の坏）には「烽家」と書かれた例がある。ここでの「家」とは、古代律令下における公的施設を意味し、9世紀頃に東北地方で活発化した蝦夷の反乱から東国の軍事体制整備の一環として、烽に関連した公的施設が築かれたと考えられている。
戦国時代には戦国大名が通信手段として用いたと言われ、『甲陽軍鑑』に拠れば甲斐国の武田信玄は一方の国境で戦となり、また、別の国境で戦となっても伝令が出せたという。
上泉信綱伝の『訓閲集』（大江家の兵法書を戦国風に改めた書）巻五「攻城･守城」には、「（攻めて来た敵勢が）小軍なら一つ、中軍なら二つ、大軍なら三つ狼煙をあげる」ことと記述している。
モンゴルのチンギス・ハーンの帝国でも狼煙の連携による情報通信が行われていた。その伝達速度は時速140kmに及んだという（2006年11月18日放送のテレビ朝日のモンゴル特集番組での実験では時速159kmを記録）。煙の元としては、羊の糞や地上に染み出した石油（ネフトザグと呼ばれる）などが使われたらしい。またモンゴルの遊牧民はその生育環境のおかげで視力が2.5を超えており、はるか彼方のものを見ることができたのも狼煙を使った通信手段の実現の上で有利だったようである。

## その他
- 石川県の能登半島突端には、狼煙という名の町があり、この町名は海上交通用に狼煙が上げられたことに由来すると言われる。現在、ほぼ同じ目的の禄剛埼灯台がある（禄剛崎も参照）。
- 日本でも、昭和30年代まで比較的本土に近い離島では通信手段として狼煙を用いていたところがある。(島根県の高島など)
- 東北地方では運動会当日の朝に狼煙（花火）を鳴らして決行を知らせる風習がある[4]。
- 国の史跡である先島諸島火番盛では[5]、各島を中継する狼煙により、船舶の運航状況を琉球王府へと知らせていた。
- 遭難や災害等の緊急時において、自分の居場所を知らせるために狼煙を上げる場合もある。
- 転じて、｢大きな行動のきっかけとなる行動をする｣という意味で、スポーツの逆転劇などで｢反撃の狼煙(をあげる)｣といった言葉が使用されることがある。
- 「狼煙リレー」というものがある[6]。